# Ludmil Staikov
Ludmil Staikov, född 18 oktober 1937 i Sofia, är en bulgarisk regissör och filmproducent. Han är far till skådespelaren Georgi Staykov.